# Distretto di Santa María de Chicmo
Il distretto di Santa María de Chicmo è un distretto del Perù nella provincia di Andahuaylas (regione di Apurímac) con 9.430 abitanti al censimento 2007 dei quali 4.584 urbani e 4.846 rurali.
È stato istituito il 11 dicembre 1964.